# JAC J5

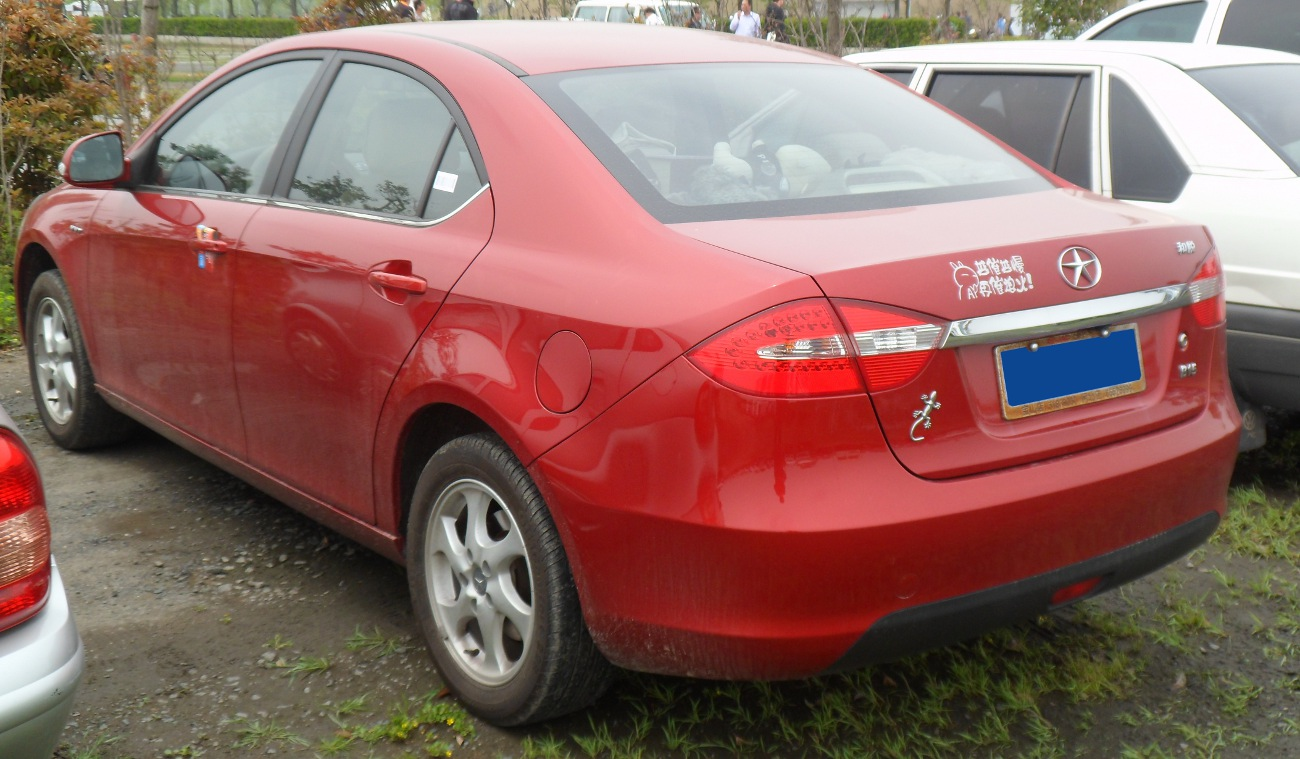
Heckansicht

Der JAC J5 ist eine seit 2012 gebaute Limousine des chinesischen Automobilherstellers JAC.

## Geschichte
Am 7. Februar 2012 kam das Fahrzeug auf den Markt, im Juni folgte eine Sportversion. In Deutschland wird das Fahrzeug nicht angeboten.
Seit März 2018 ist mit dem JAC iEVA50 eine Variante mit Elektromotor verfügbar.

## Technische Daten
|                                             | 1.5                   | 1.8                      | 2.0                    | iEVA50                    | iEVA50                    | iEVA50                    |
| ------------------------------------------- | --------------------- | ------------------------ | ---------------------- | ------------------------- | ------------------------- | ------------------------- |
| Bauzeitraum                                 | 2012–2017             | 2012–2017                | 2012–2017              | 2018–2020                 | seit 2020                 | 2018–2021                 |
| Motorkenndaten                              |                       |                          |                        |                           |                           |                           |
| Motortyp                                    | R4-Ottomotor          | R4-Ottomotor             | R4-Ottomotor           | Elektromotor              | Elektromotor              | Elektromotor              |
| Hubraum                                     | 1499 cm³              | 1834 cm³                 | 1997 cm³               | —                         | —                         | —                         |
| max. Leistung bei min−1                     | 92 kW (125 PS) / 6000 | 105 kW (143 PS) / 6500   | 100 kW (136 PS) / 5500 | 85 kW (116 PS) / 9000     | 92 kW (125 PS)            | 110 kW (150 PS) / 11000   |
| max. Drehmoment bei min−1                   | 152 Nm / 4000         | 165 Nm / 5000            | 190 Nm / 4000          | 270 Nm                    | 270 Nm                    | 330 Nm                    |
| Kraftübertragung                            |                       |                          |                        |                           |                           |                           |
| Antrieb                                     | Vorderradantrieb      | Vorderradantrieb         | Vorderradantrieb       | Vorderradantrieb          | Vorderradantrieb          | Vorderradantrieb          |
| Getriebe, serienmäßig                       | 5-Gang-Schaltgetriebe | 4-Gang-Automatikgetriebe | 5-Gang-Schaltgetriebe  | 1-Gang-Reduktionsgetriebe | 1-Gang-Reduktionsgetriebe | 1-Gang-Reduktionsgetriebe |
| Messwerte                                   |                       |                          |                        |                           |                           |                           |
| Höchstgeschwindigkeit                       | 188 km/h              | 175 km/h                 | 175 km/h               | 130 km/h                  | 130 km/h                  | 150 km/h                  |
| Beschleunigung, 0–100 km/h                  | 11,8 s                | k. A.                    | k. A.                  | k. A.                     | 13,0 s                    | k. A.                     |
| Kraftstoffverbrauch auf 100 km (kombiniert) | 6,6 l Super           | 7,6 l Super              | 7,3 l Super            | —                         | —                         | —                         |
| Tankinhalt                                  | 55 l                  | 55 l                     | 55 l                   | —                         | —                         | —                         |